# ナイランド兄弟

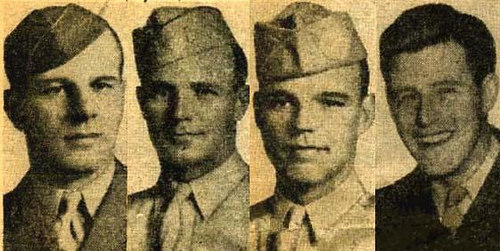
ナイランド兄弟（左から右へ）：エドワード、プレストン、ロバート、フレデリック

ナイランド兄弟（Niland brothers）は、第二次世界大戦で軍隊に所属した、ニューヨーク州トナウォンダ出身のアイルランド系アメリカ人の四兄弟である。彼らはマイケル・C・ナイランド夫妻の息子である。しばらくの間、フレデリック・”フリッツ”だけが生き残ったと思われており、3人の兄弟の死亡が報告されたのち、フリッツは兵役終了のため米国に送り返された。後になってようやく、行方不明で死亡したとされていた兄のエドワードがビルマにある、日本が管理する捕虜収容所で捕虜になっていることが分かった。スティーブン・スピルバーグ監督の1998年の映画『プライベート・ライアン』は、このナイランド兄弟の話におおよそ基づいている。

## 兄弟たち
- エドワード・フランシス・ナイランド二等軍曹（1912年12月22日 – 1984年2月28日）[2]、米陸軍空軍所属：1944年5月16日に捕虜となり、ビルマの日本の捕虜収容所に投獄され、1945年5月4日に解放された[2][3]。エドワードはB-25からパラシュートで降下し[4] 、捕らえられる前にビルマのジャングルをさまよった。エドワードは1984年に71歳で亡くなるまでニューヨーク州トナウォンダに住んでいた[2]。作家のスティーブン・アンブローズは、その著作『D-Day』において、エドワードがビルマで亡くなったと誤って記載している。
- プレストン・トーマス・ナイランド少尉（1915年3月6日 - 1944年6月7日）[2]、29歳で戦死、第22歩兵連隊、第4歩兵師団所属：1944年6月7日、ノルマンディーのクリスベック砲台で戦死した。
- ロバート・ジョセフ・ "ボブ"・ナイランド二等軍曹（1919年2月2日 - 1944年6月6日）[2]、25歳で戦死、D中隊、第505パラシュート歩兵連隊、第82空挺師団所属：1944年6月6日にノルマンディーで戦死した。彼は、ジェームズ・ケリー伍長の後ろに留まり、彼の中隊がヌーヴィル・オー・プレーンから撤退する間、ドイツ軍の前進を阻止することを志願し、機関銃を構えている間に戦死した。一方、ジェームズ・ケリー伍長は助かった。
- フレデリック・ウィリアム・ "フリッツ"・ナイランド軍曹（1920年4月23日 – 1983年12月1日）[2]、H中隊、第501パラシュート歩兵連隊、第101空挺師団所属：フリッツはウォーレン・ムックおよびドナルド・マラルキーと親友であった。彼はノルマンディー上陸作戦の最初の数日間を戦い、9日後に第82空挺師団に所属している兄のボブに会いに行ったが、戦死したと知らされた。彼はイギリスを経由し、アメリカに送還され、戦争が終わるまでニューヨークで軍警察(MP)を務め、その後大戦時の貢献に対しブロンズスターを受賞した[2]。これらの話は、スティーブン・アンブローズの著書 『バンド・オブ・ブラザーズ』や、フランシス・L・サンプソンの伝記データで裏付けられている[5]。映画『プライベートライアン』の登場人物であるジェームス・ライアン二等兵は、彼がモデルとなっている[1]。彼は、マリリン・ハートネット・バットと結婚し、キャサリン（ケイト）とメアリーの2人の娘をもうけ[要出典]、1983年にサンフランシスコで63歳で亡くなった[2]。

## 記念碑

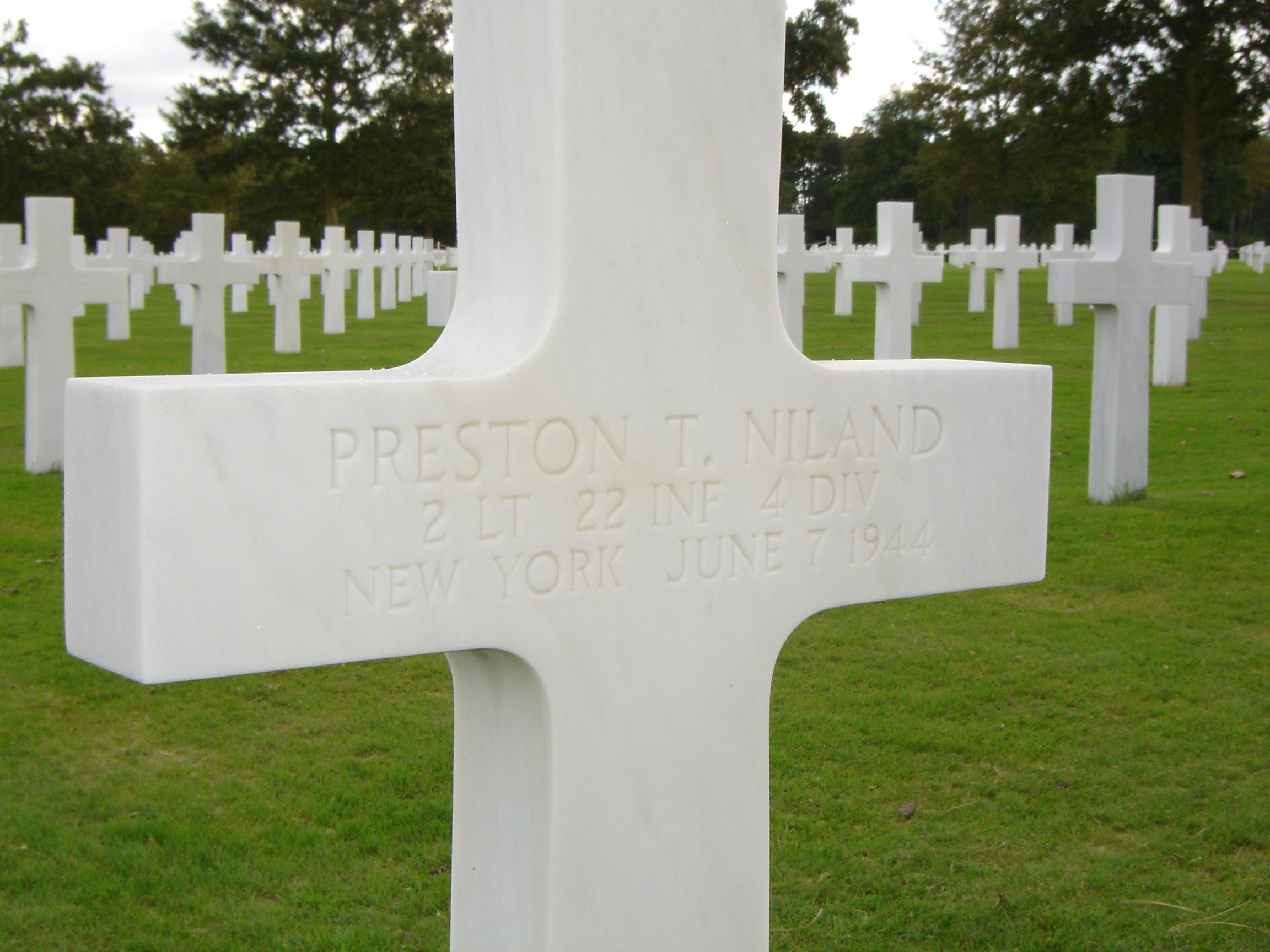
フランス、コルヴィル＝シュル＝メール近くのノルマンディー米軍英霊墓地にあるプレストン・T・ナイランドの墓標
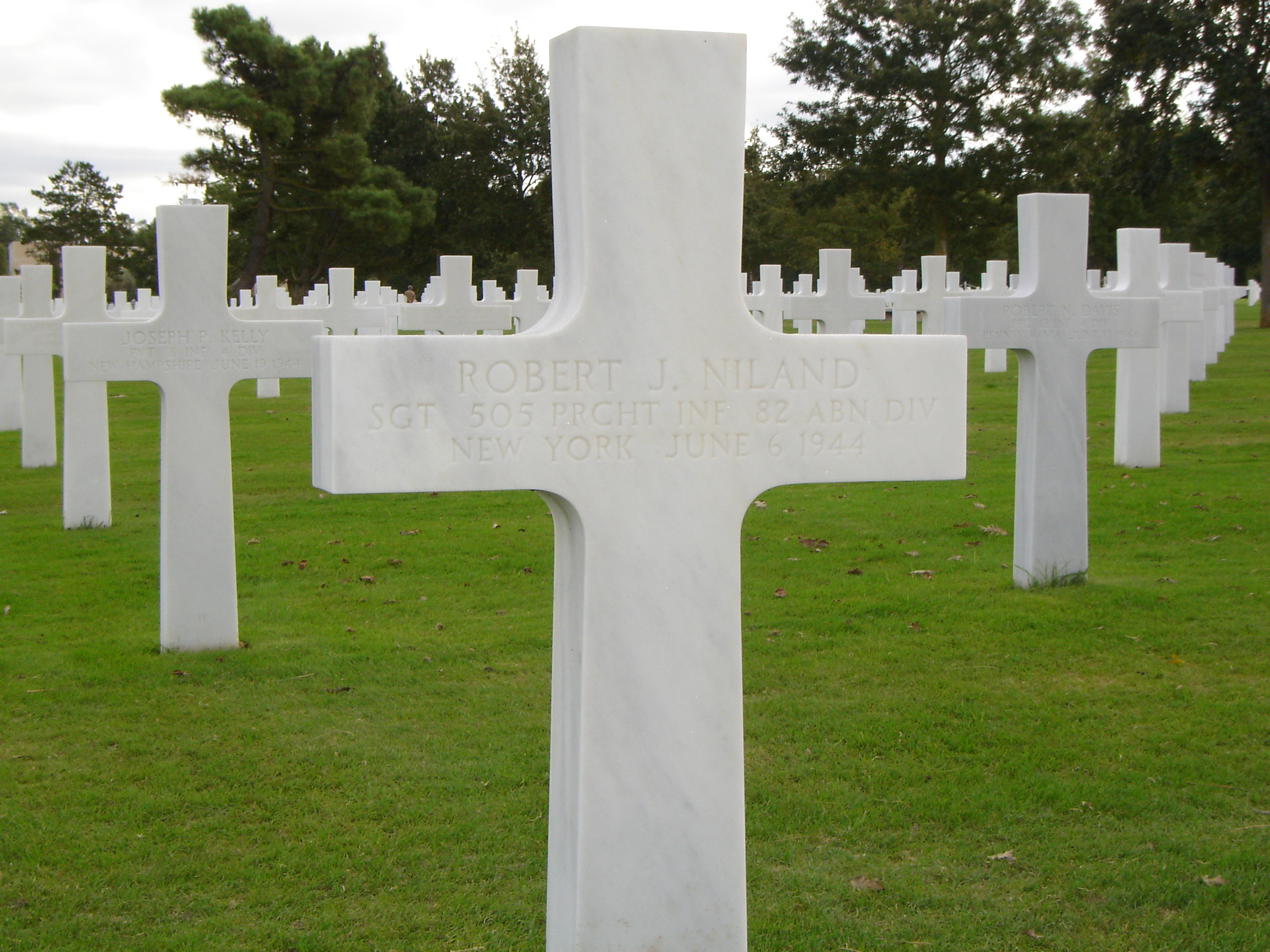
ロバート・J・ナイランドの墓は弟のプレストンの隣にある。
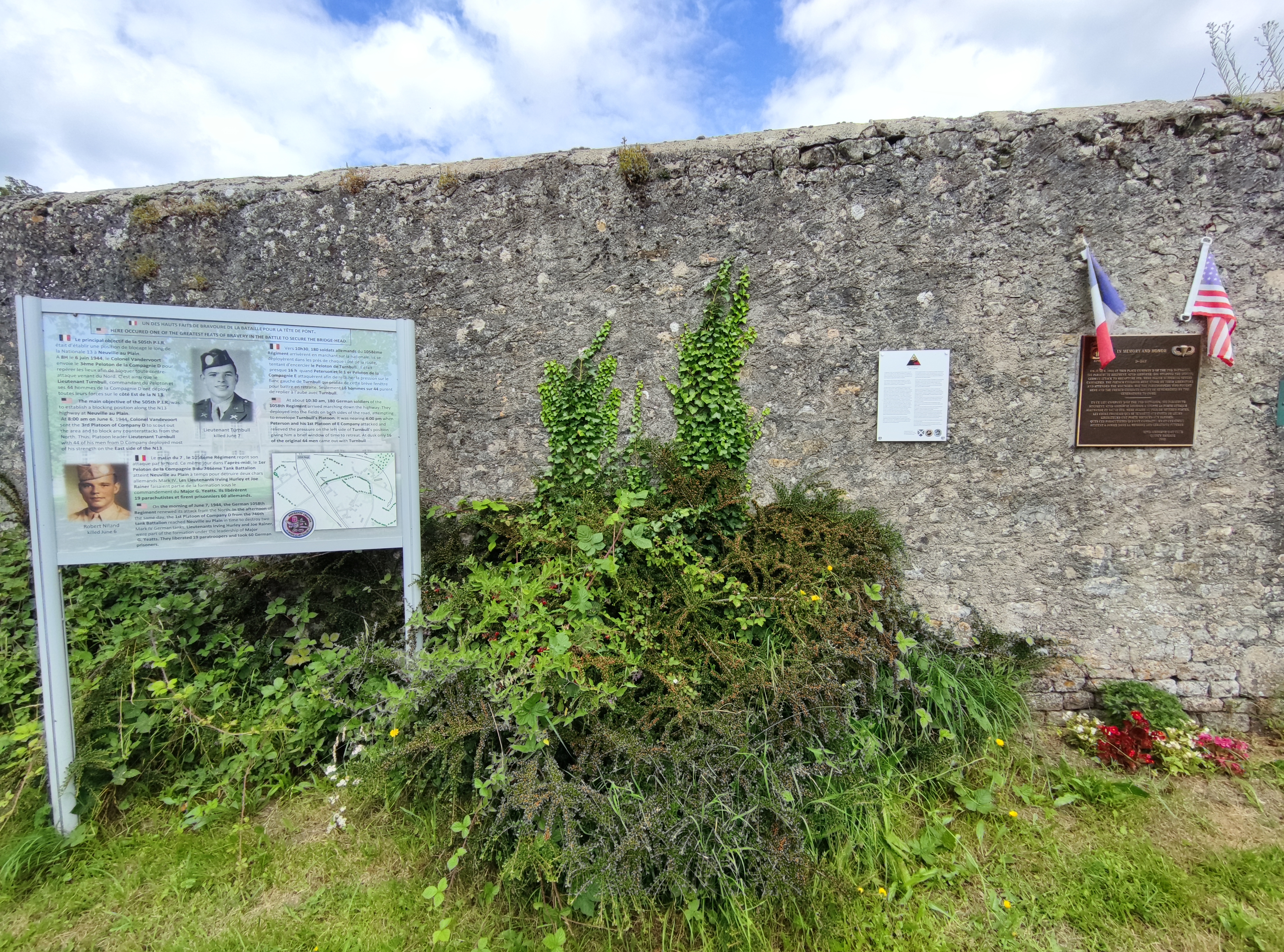
フランスのヌーヴィル・オー・プレーンにあるロバート・J・ナイランドの記念碑

## 参照
- ビックスビーの手紙（英語版）
- ボルグストロム兄弟（英語版）
- サリバン兄弟
- ソウル・サバイバー・ポリシー
- フォン・ブリュッヒャー兄弟、ドイツにおける「ナイランド兄弟」、「サリヴァン兄弟」にあたる